# 霍頓鎮區 (愛荷華州奧西歐拉縣)
霍頓鎮區（英語：Horton Township）是位於美國愛荷華州奧西歐拉縣的一個行政鎮區。

## 地方資料
根據2010年美國人口普查的數據，霍頓鎮區的面積為72.56平方千米，當中陸地面積為71.69平方千米，而水域面積為0.87平方千米。當地共有人口170人，而人口密度為每平方千米2.34人。